# Orange (Maschine)
Orange (deutsch Orange) war der amerikanische Deckname für eine japanische Rotor-Chiffriermaschine aus dem Jahr 1932, die vor dem Zweiten Weltkrieg von der Kaiserlich Japanischen Marine eingesetzt wurde. Andere Tarnbezeichnungen waren M‑1 und JN 141, wobei die Abkürzung JN hier für Japanese Navy (Japanische Marine) stand.

## Geschichte

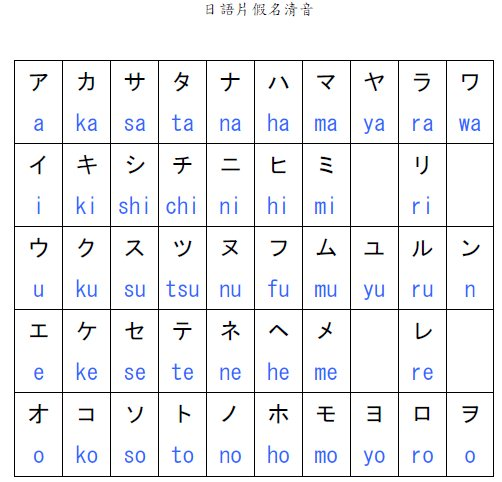
Die 56 Katakana-Schriftzeichen

Orange verschlüsselte Katakana (Bild), die Moren der japanischen Schrift. Sie bekam ihren amerikanischen Namen durch den Signal Intelligence Service (SIS), nachdem eine erste erkannte Maschine dort bereits Red (Rot) genannt worden war. Orange war zudem auch die Farbe, mit der Japan auf damaligen amerikanischen Karten markiert wurde. (Dort waren die USA selbst blau, das Vereinigte Königreich rot, Deutschland schwarz und China gelb.) Weitere japanische Maschinen erhielten später Decknamen wie Coral (Korallenrot), Green (Grün), Jade und Purple (Purpur).
In Vergleich zu ihrer direkten Nachfolgerin, der „Typ 97  Schreibmaschine“, genannt Jade, aus dem Jahr 1937, handelte es sich bei Orange wie bei Red um relativ simple Chiffriergeräte. Folglich gelang der Einbruch in die Verschlüsselung mehreren gegnerischen Diensten. Der SIS erkannte schnell, dass Orange nicht alle 56 Zeichen gleich behandelte, sondern dass es zwei Gruppen gab, und zwar von 14 und 42 Zeichen.
Die amerikanischen Kryptoanalytiker des SIS um Jack S. Holtwick wussten nicht, warum dies so geschah und wie genau es die Maschine umsetzte, erkannten und nutzen jedoch diese offensichtliche kryptographische Schwäche zur Entzifferung. Eine weitere erkannte Schwäche äußerte sich derart, dass die Geheimalphabete sich nach jedem Buchstaben nicht völlig regellos änderten, sondern im Wesentlichen nur verschoben, ähnlich wie es bei der Vigenère-Chiffre, einer Handschlüsselmethode aus dem 16. Jahrhundert, der Fall ist. Der SIS schlussfolgerte völlig korrekt, dass Orange mit einem Halbrotor arbeitete.
Japanische Orange-Geheimtexte konnten nicht nur von den Amerikanern, sondern auch von britischen und von deutschen Diensten „mitgelesen“ werden. Auf britischer Seite gelang dies bereits im November 1934 Hugh Foss und Oliver Strachey. Auf deutscher Seite war es 1936 Werner Kunze bei seiner Arbeit für den Chiffrierdienst (Pers Z) des Auswärtigen Amts.